# Samostan Sanahin
Samostan Sanahin je samostan armenske apostolske cerkve v bližini istoimenske vasice v provinci Lori na severu Armenije, ustanovljen leta 966. Tako kot na nekaj manj kot štiri kilometre severovzhodno samostan Hagpat je od leta 1996 vpisan na Unescov seznam svetovne dediščine. Na lokaciji so številni hačkarji in več grobnic škofov. V središču kompleksa stoji največja zgradba, cerkev Odrešenika. Najstarejša zgradba je severna sosednja matična cerkev iz druge četrtine 10. stoletja. Leta 1063 je bila na mestu zgrajena knjižnica. Do 13. stoletja se je kompleks še širil. Danes velja za najbolje ohranjen srednjeveški samostanski kompleks v Armeniji.

## Lega
Samostan Sanahin je bil tako kot drugi samostani na severu Armenije zgrajen v bližini obstoječe vasi in ne kot so samostani na sušnih območjih Armenije, stran od naselij. Da bi kljub temu simbolizirali sveto osamljenost, so graditelji samostan postavili na rahlo dvignjenem položaju na pobočju gore Tčantinler kot utrjen objekt nad vasjo Sanahin. Samostan gleda na dolino reke Debed  in je približno 170 kilometrov oddaljen od armenske prestolnice Erevan in dva kilometra severozahodno od mesta Alaverdi.

## Opis
V Sanahinu je verjetno obstajalo predkrščansko kultno mesto, na katerem je stal tempelj. Tam je bil samostan ustanovljen med 4. in 10. stoletjem.
Celoten samostanski kompleks je obdan z obzidjem in je sestavljen iz petih cerkva, dveh gavitov, šole, knjižnice,  Akademie des Magistros , pokopališča in zvonika. Glavne stavbe so združene okoli glavne cerkve in so strukturno povezane.
Cerkev Surb Hakop je cerkev s kupolo nad križiščem s štirimi (napol porušenimi) apsidami. Zgrajena je bila v drugi polovici 10. stoletja, zaradi česar je ena najstarejših zgradb v samostanskem kompleksu .
V središču kompleksa je cerkev Surb Astvacacin (armensko Սուրբ Աստվածածին, 'Marija Božja mati', zahodno armenski Surp Asdwadsadsin, drugi prepisi Surp Astvacacin, Surb Astuacacin, Surb Astvazazin), katere gradnja se je začela med letoma 928 in 944. To je cerkev s kupolo nad križiščem. Osrednji prostor krona kupola s tamburom. Obe komponenti sta mlajši od cerkve in sta bili dodani v 18. stoletju. To se je dogajalo po enem od ohranjenih napisov iz leta 1652 med obnovo kompleksa pod nadzorom Sargisa Oustaha in njegovih učencev. Zaradi svoje oblike in okrasja s štirimi skulpturami živali, katerih pomen še ni razjasnjen, vogalne trompe veljajo za izjemne. Prav tako nenavaden je majhen model cerkve pod vhodnim lokom stranske kapele.
Sosednja tej relativno majhni cerkvi je kraljica Khosrovanujš leta 966 zgradila veliko večjo cerkev Odrešenika. Podprla je svojega moža, kralja Ašota III. ('Najbolj usmiljen') iz dinastije armenskih Bagratidov. Po dokončanju je par zgradbo, ki je tudi cerkev s kupolo nad križiščem, posvetil sinovoma Smbatu in Gurgenu. Oba sta na basreliefu, ki velja za najstarejšo reliefno upodobitev človeških figur s cerkvenim modelom v Armeniji, ki je prikazan na timpanonu na vzhodni fasadi. Štiri dvonadstropne stranske kapele tvorijo križeve krake. Kupola je bila leta 1184 v celoti obnovljena. Na vzhodni in južni fasadi ima stavba slepe arkade, ki so med najstarejšimi primeri tovrstne dekoracije v Armeniji. Nekoliko mlajše primere lahko najdemo v stolnici v Aniju.
Notranjost obeh cerkva je bila okrašena s freskami, ki so danes skoraj popolnoma uničene.
Obe cerkvi sta povezani z zgradbo, Akademie des Magistros, ki je prej služila kot učni center. Nastal je v dveh stopnjah konec 10. in na začetku 11. stoletja. Poimenovana je po armenskem filozofu, pisatelju in znanstveniku Grigorju Magistrosu Pahlavuniju (* 990, † 1059). Njegovi spisi veljajo za pomemben vir srednjeveške teologije, literature, mitologije, politike, znanosti in medicine Armenije. Znotraj sten ima zgradba niše, ki je študentom med predavanji verjetno služila kot sedež. Njen banjast obok je podprt s tako imenovanimi pasnimi loki in masivnimi nosilci. Med obema samostanoma je obstajala nekakšna delitev dela: Medtem ko se je Sanahin osredotočal na humanistične vede, se je Hagpat osredotočal na znanstvene razprave, srednjeveško miniaturno slikarstvo, kaligrafijo in filozofijo.
Majhna kapela svetega Gregorja ima krožni tloris. Leto izgradnje je nejasno. Znano je, da je bila obnovljena leta 1061. Okrogla kupola počiva na klinastih izboklinah med stenskimi nišami.
Približno 20 metrov vzhodno od cerkve Surb Hakop je cerkev Surb Harutiun iz 13. stoletja. Njena ladja je pokrita z obokom. Zgodovinsko je zanimiva zaradi svojih dveh identičnih vzhodnih oltarnih apsid.
Knjižnica je bila zgrajena leta 1063 in je služila tudi kot skladišče relikvij. Kraljica H'ranuš, hči Davida Anhoghina, je financirala njeno gradnjo. Stavba ima kvadratni tloris. Velika oktaedrska šotorska streha je podprta z diagonalnimi loki, ki počivajo na štirih polstebrih na sredini štirih zunanjih sten.
Dva gavita (v srednjeveškem armenskem samostanu je služil kot narteks, mavzolej in zbornica) sta postavljena na zahodu. Uporabili so ju kot prostor za predavanja, sestanke in kot dodaten cerkveni prostor za večje maše.
Gavit pred cerkvijo Odrešenika je bil zgrajen leta 1181 v imenu princa Kurda in opata Grigorja Tutevordija. Izvršni arhitekt je bil Zhamhair. Štirje masivni stebri nosijo Yerdik (kupola z osrednjo odprtino). Yerdik v svoji konstrukciji spominja na tradicionalna armenska stanovanja s to razliko, da so namesto lesenih tramov uporabili kamnite plošče. Sanahin velja za zgodnji primer uporabe te konstrukcije v svetih stavbah. Stebri, katerih baze in kapiteli so okrašeni z reliefi in gravurami, prav tako delijo notranjost na več delov.
Gavit pred cerkvijo Surb Astvacacin je leta 1211 zgradil princ Vačeh Vačutian. Dvorana s tremi nadstropji je pokrita z oboki in dvema nagnjenima strehama. Dve vrsti treh različno okrašenih stebrov delijo dvorano na tri ladje.
Zvonik je trinadstropna stavba s kvadratnim tlorisom. Zgrajen je bil med letoma 1211 in 1235. Nad njim se dviga zvočna arkada, ki jo tvorijo stebri, okronani s stožčasto streho. Zunanje stene so okrašene s fino izrezljanimi okni, križi in vzorci iz rumenega peščenjaka. Na zahodni fasadi je bil vgrajen velik križ iz rdečega tufa, ki je bogato okrašen. Skupaj z zvonikom v Hagatu velja za najstarejšo zgradbo te vrste v Armeniji.
Vodnjak na severni steni je bil zgrajen leta 1831. Starejši je vodnjak v vasi, ki izvira iz 12. ali 13. stoletja in je prezidan z obokano dvorano.
Samostan ima več grobnic. Takoj ob cerkvi Surb Astvacacin sta mavzoleja knezov Kiurikeha in Davida Kiurikiana. Obokane sobe so bile zgrajene konec 10. stoletja in sredi 11. stoletja. Na jugovzhodnem območju grobnic je zgoraj podzemna kripta z obokanim stropom in delno ohranjenimi kapelicami. Po zasnovi so podobne majhni kapeli svetega Gregorja.
V 19. stoletju je imela družina Argutinski-Dolgoruki še eno grobnico, zgrajeno v Sanahinu. Argutinski-Dolgoruki (Arghutian-Yerkainabazuk) so mlajša veja Zakaridov, rodbine knezov, ki so kot vazali gruzijskih kraljev vladali med letoma 1201 in 1260 iz svoje prestolnice Ani. Car Peter I. je družine leta 1800 povzdignil v ruske plemiče.
Med hačkarji je najpomembnejši spominski kamen, ki ga je kraljica Wanenin postavila v spomin na svojega pokojnega moža kralja Abasa II. v bližini rečnega brega. Po njegovem napisu je Wanenin iz žalosti zaradi smrti moža ukazala gradnjo Sanahinskega mostu. Dar samostanu naj bi povečal ugled pokojnega kralja in ustanovitelja. Drug pomemben hačkar je znan kot Ciranavor. Stoji vzhodno od glavne stavbe. Glede na napis ga je za očeta Hovhannesa zgradil mojster David v počastitev gradnje gostišča. Zgodnji hačkarji iz 10. in 11. stoletja so po navadi v središču okrašeni s križem, stiliziranimi koromačevimi semeni in vejami drevesa življenja. Običajno so okrašeni preprosteje kot dela iz 12. in 13. stoletja.

## Zgodovina
Točen datum ustanovitve Sanahina ni znan. Na splošno velja, da je samostan nastal v 4. stoletju iz spominskega križa (Surp Nschan = 'sveto znamenje'), ki ga je postavil sveti Gregor Razsvetitelj, ki je Armencem prinesel krščanstvo, na mestu predkrščanskega kultnega mesta s templjem. Sanahin je starejši od samostana Hagpat. To je izraženo tudi z imenom, ki pomeni, da je ta (samostan) starejši od onega. Po tradiciji so samostan ustanovili Armenci, ki so se iz bizantinskega cesarstva vrnili v svojo domovino, ker so zavrnili odločitve, sprejete na Kalcedonskem koncilu. Samostan je bil prvič omenjen leta 930 med vladanjem kralja Abasa iz dinastije armenskih Bagratidov. Po tej tradiciji je bil zgrajen nad ruševinami cerkve iz 4. ali 5. stoletja. V 11. stoletju je gradbena dejavnost zaradi invazije Seldžuških Turkov navidezno prestala.
Pozneje je bil Sanahin rezidenca rodbine Kiurikiden (stranska veja Bagratidov), ki so imeli tam do sredine 12. stoletja tudi svoje grobnice in do sredine 11. stoletja sedež škofije. To je pripeljalo do novega gradbenega razcveta na samostanskih tleh in okolici. Med Sanahinom in Hagpatom, pa tudi ob obeh samostanih je bilo več kot 20 cerkva in kapelic, razna poslopja, grobnice, zvoniki, šola (Akademie des Magistros), knjižnice, refektoriji, galerije, mostovi in druge monumentalne zgradbe, pa tudi številne stanovanjske in kmetijske stavbe. Številne danes ohranjene zgradbe izvirajo iz tega obdobja. Hkrati sta samostana Sanahin in Hagpat postala duhovno in znanstveno središče kraljestva Kiurikidov.
V obeh samostanih, zlasti v Sanahinu, so se učili humanitarnih ved, glasbe in medicine, pisali znanstvene traktate in slikali umetniška dela (večinoma miniature).
V 13. stoletju trdnjava Kajan ni mogla preprečiti osvajanja območja. Ko je mongolska Zlata horda napadla Armenijo konec 13. stoletja, je bil Sanahin opuščen.
Leta 2000 je bil Sanahin dodan na 24. seji Odbora za svetovno dediščino s Sanahinskim mostom na seznam Unescove svetovne dediščine in je spremenil ime obstoječega mesta svetovne dediščine Haghpat v samostana Hagpat in Sanahin.